# Copa da Escócia de 1912–13
A Copa da Escócia de 1912-13 foi a 40º edição do torneio mais antigo do futebol da Escócia. O campeão foi o Falkirk F.C., que conquistou seu 1º título na história da competição ao vencer a final contra o Raith Rovers F.C., pelo placar de 2 a 0.

## Premiação
| Copa da Escócia de 1912-13       |
| Escócia                          |
| -------------------------------- |
| Falkirk F.C. Campeão (1º título) |